# 诗蓝
诗蓝（法語：Li Chevalier，1961年3月30日—）当代旅法艺术家、裝置藝術家及书法家。在巴黎和北京两工作室创作。毕业于英国中央圣马丁艺术与设计学院美术系油画专业。

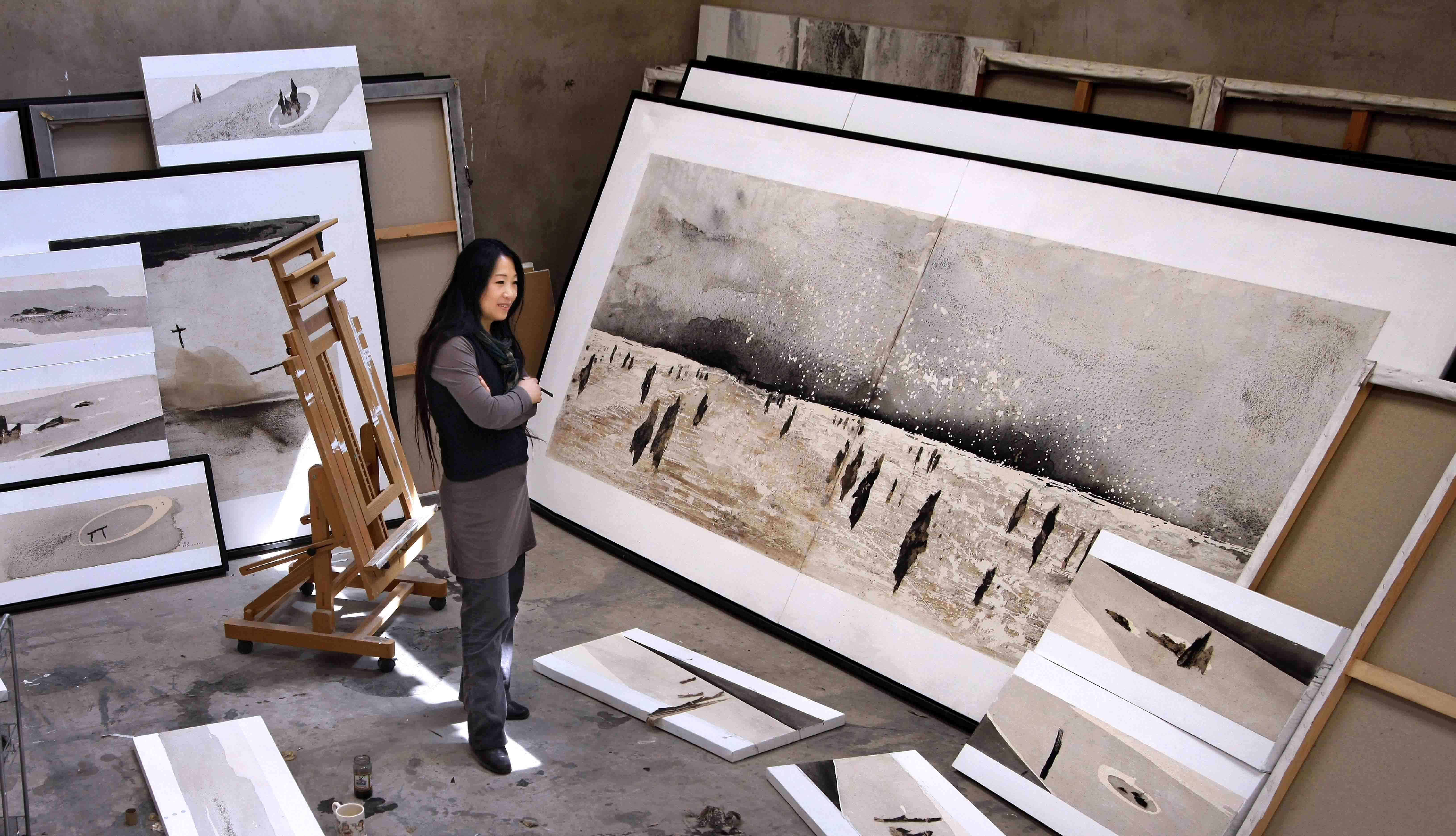
诗蓝在北京工作室

## 童年及教育
诗蓝生于中华人民共和国的北京，15岁被征文艺兵入伍，五年後恢復平民身份。1983年時中國發起了清除精神污染運動，之後诗蓝在1984年離開中國，在1986年成為法國公民。她在法國的巴黎政治学院（1986-1990）學習政治學及哲學，在倫敦藝術大學獲得學位，在索邦大学獲得硕士后学位，论文是《政治异化》（A Human Screen - an inevitable political ethics）。

## 藝術成就
诗蓝在2008年開始進入中國藝術界，在威尼斯双年展時遇到中國館館長，中國藝術理論家彭峰，後來彭峰策劃了诗蓝在中國以及法國的展覽。诗蓝在90年代初期回到歐洲，在佛羅倫薩，巴黎和倫敦等城市擔任藝術指導。在法國參加了法國畫家雷米·艾融（Rémy Aron），蒂博特·雷因普雷（Thibaut de Reimpré）和皮埃爾·亨利（Pierre-Henry）的大師班，後來於2003年在法国国立艺术家协会（SNBA）獲得提名。诗蓝在2003年前往倫敦，參加中央聖馬丁藝術與設計學院的達利工作室。後來研究所是攻讀美術，在2007年獲得學位。美國弗吉尼亞弗吉尼亞州立大學藝術學院卡塔爾分校為诗蓝辦了個展，首次展示了她的實驗水墨畫。诗蓝的作品在2007年在皇家學院夏季展覽上展出。
诗蓝目前在北京在法國都有工作室，和其他的中國藝術家一起致力恢復文化大革命中破壞的中國傳統藝術品。诗蓝的作品曾在中国美术馆（2010年），波尔多的前潛艇基地（2014年）、倫敦的皇家學院夏季展覽（2015年）、羅馬當代藝術博物館（2017年）等地展出。诗蓝常常在帆布上作畫：。而其作品Polifonia屬於裝置藝術，其中也包括了小提琴。

## 艺术風格
诗蓝知名于个人创意的布面实验水墨风格。她在东西方艺术媒介中各取所需，塑型膏、颜料粉、丙烯、矿物芯片、砂与中国墨，宣纸和书法等元素混合被纳入当代水墨印象画作中。超越古典水墨纸笔书画模型。她营造带有浓厚东方审美倾向的画作并把之嵌入当代艺术媒介中。展览方式突出光的利用和展厅空间设计，把观者纳入绘画和装置作品之中，以达到戏剧性感官效果。
诗藍崇尚黑色和白色，在其藝術創作及服裝上可以表現出來。其藝術創作的目的希望讓觀眾將藝術反映到生活當中。诗藍常會用一些物體來表達其感受或是概念，例如用十字架、大提琴、空椅子及墓碑來表達寂寞空虛的感受。

## 外部連結
- 官方网站（法文）